# 비바리뱀
비바리뱀(학명: Sibynophis chinensis)은 비바리뱀속에 속하는 뱀의 일종으로, 본래 중국에서 발견되었으며 그 외에도 베트남·대만에서도 발견된다. 대륙유혈목이와 유사하다. 한국에서는 1981년 제주특별자치도 서귀포시 방면의 한라산에서 처음 관찰되었으며, 멸종위기 야생생물 Ⅰ급으로 지정되어 있다.